# Нижні Нарикари
Ни́жні Нарика́ри (рос. Нижние Нарыкары) — присілок у складі Октябрського району Ханти-Мансійського автономного округу Тюменської області, Росія. Входить до складу Перегрьобинського сільського поселення.
Населення — 526 осіб (2010, 607 у 2002).
Національний склад станом на 2002 рік: росіяни — 44 %, мансі — 33 %.